# Chris Dreja

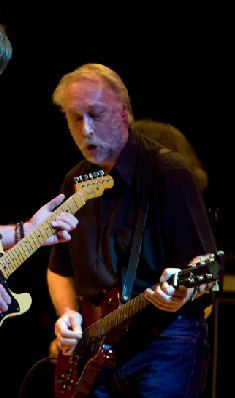
Chris Dreja 2008

Chris Dreja (* 11. November 1945 in Surbiton, England) ist ein britischer Musiker und Fotograf, der vor allem als Mitglied der englischen Rockband The Yardbirds bekannt wurde, bei der er Rhythmusgitarre und Bass spielte.

## Frühe Jahre
Geboren in Surbiton, wuchs Dreja im Südwesten Londons auf. Durch seinen Bruder Stefan lernte Chris dessen Mitschüler Top Topham kennen, der Gitarre spielte und ein Bluesfan war. Zusammen mit einem weiteren Mitschüler, Dave Holt, übten sie bei Topham zu Hause, wobei Dreja vom Klavier zur Gitarre wechselte. Topham und Dreja bewunderten den Folk- und Bluesgitarristen Gerry Lochran, der sie überzeugte, statt der akustischen die elektrische Gitarre zu spielen. Aus ersten Auftritten, unter anderem mit Duster Bennett und Jimmy Page, entstand eine Band namens „Metropolitan (oder Metropolis) Blues Quartet“. Nachdem im Laufe eines Jahres Keith Relf, Jim McCarty und Paul Samwell-Smith dazugestoßen waren, nannten sie sich schließlich „The Yardbirds“. Der 15-jährige Topham verließ im Oktober 1963 die Gruppe, um seine Schule abzuschließen. Er wurde durch Eric Clapton ersetzt, dem im Frühjahr 1965 Jeff Beck nachfolgte.

## The Yardbirds
Mit For Your Love, Heart Full of Soul oder Shapes of Things hatten die Yardbirds Mitte der 1960er Jahre eine Reihe von Hits und waren auch in den Vereinigten Staaten erfolgreich. Mitte 1966 verließ Paul Samwell-Smith die Yardbirds, und für ihn kam Jimmy Page als Bassist. Bald jedoch wurde umgestellt: Page wurde zweiter Leadgitarrist neben Jeff Beck, und Chris Dreja übernahm den Bass. Dreja war Koautor etlicher Stücke der Yardbirds, insbesondere beim Album Roger the Engineer.

## Nach den Yardbirds
Im Juli 1968 lösten sich die Yardbirds auf. Dreja versuchte kurzzeitig, eine Countryband auf die Beine zu stellen, begann dann aber eine Karriere als Fotograf. Er fotografierte zum Beispiel Led Zeppelin, die neue Band von Jimmy Page, für die Coverrückseite ihres ersten Albums, das im Januar 1969 erschien.
1983 taten sich zum 25-jährigen Jubiläum des Marquee Clubs die ehemaligen Yardbirds Dreja, Samwell-Smith und McCarty wieder zusammen. Für den verstorbenen Keith Relf übernahm John Fiddler den Gesang. Sie nannten sich Box of Frogs und brachten zwei Alben heraus (1984 und 1986).
In den 1990ern wurden die Yardbirds wiederbelebt. 2003 kam mit „Birdland“ ein neues Album auf den Markt. Von den ursprünglichen Yardbirds waren nur noch Dreja und McCarty dabei.
Nach mehreren Schlaganfällen 2012 und 2013 verließ Chris Dreja die Yardbirds. An seiner Stelle kam der ursprüngliche Leadgitarrist Top Topham.